# Pencilletta
Pencilletta is een  monotypisch geslacht van mosdiertjes uit de familie van de Tubuliporidae en de orde Cyclostomatida. De wetenschappelijke naam ervan werd in 1848 voor het eerst geldig gepubliceerd door Gray.

## Soort
- Pencilletta penicillata (Fabricius, 1780)